# Urban Thiersch

Figurengruppe Die Brüder Stauffenberg im Landesmuseum Württemberg

Urban Thiersch (* 17. August 1916 in Halle an der Saale; † 8. September 1984 in Prien am Chiemsee) war ein Bildhauer und stand in engem Kontakt mit den Beteiligten des Attentats auf Hitler vom 20. Juli 1944.

## Leben

### Kindheit und Lehre
Urban Thiersch wurde am 17. August 1916 in Halle an der Saale geboren. Nach dem Tod des Vaters siedelte die Familie nach Potsdam über. In dieser Zeit begann er plastischen Arbeiten in Holz, Stein und Ton auszuführen.
Mit der Hinwendung zur plastischen bzw. bildhauerischen Arbeit setzte sich im Falle Urban Thierschs ein gewisses künstlerisches Familienerbe durch: Er stammte aus der Münchner Familie Thiersch, ihr gehörten bekannte Künstler wie der Architekt Friedrich von Thiersch, der Maler Ludwig Thiersch und die Buchkünstlerin Frieda Thiersch an. Künstlerische Begabung besaßen auch Urbans Mutter, die Malerin Fanny Thiersch (geborene Hildebrandt) und sein Vater Paul Thiersch, der Architekt war und von 1915 bis 1928 die Handwerker- und Kunstgewerbeschule Halle in Halle an der Saale leitete und reformierte.
Nach der Reifeprüfung 1935 absolvierte Urban Thiersch eine Steinmetzlehre in Berlin und arbeitete in einer Gipsformerei. Schon seit seiner Kindheit und vor allem nach seinem 16. Geburtstag pflegte er Kontakt mit dem bekannten deutschen Schriftsteller Stefan George. Als George am 4. Dezember 1933 starb, hielt er die Verbindung zu dessen Freunden aufrecht, die durch Rudolf Fahrner vermittelt wurde. Insbesondere der Kontakt zum Bildhauer Viktor Frank (eigentlich Frank Mehnert) vertiefte sich.
Von 1937 bis 1945 diente Urban Thiersch als Offizier in der Wehrmacht. Nach einer schweren Verwundung in Russland wurde er zum Dienst im Ersatzheer herangezogen.

### Urban Thiersch und der 20. Juli 1944
Im Jahre 1944 war er als Oberleutnant der Reserve Chef einer Ersatzbatterie in Regensburg. Peter Hoffmann beschreibt das Zustandekommen der Aufnahme Urban Thierschs in den Kreis um Claus Graf Schenk von Stauffenberg und den Widerstand gegen den Nationalsozialismus folgendermaßen:

„Fahrner wisse, sagte Claus Stauffenberg, daß er möglichst wenige der Gefahr des Untergangs aussetzen wolle, aber er brauche einen zuverlässigen Offizier, den er dem Chef des in das Reichssicherheitshauptamt eingegliederten Amtes Ausland/Abwehr des OKW, Oberst d.G. Hansen, zur Seite stellen könne, der zu sehr von Spitzeln umgeben sei. Fahrner nannte Oberleutnant Urban Thiersch, den befreundeten Bildhauer, in Russland schwer verwundet, nun Chef einer Ersatzbatterie in Regensburg. Stauffenberg beorderte Thiersch durch Telegramm nach Berlin und empfing ihn am 1. Juli, wie schon Fahrner, mit den Worten: ‘Gehen wir in medias res, ich betreibe mit allen mir zur Verfügung stehenden Mitteln den Hochverrat.“

Laut dem Historiker Peter Hoffmann bestand Thierschs Funktion innerhalb des Kreises der Verschwörer in der Funktion eines Verbindungsmannes: 

„Am 1. Juli sagte Claus Stauffenberg einem befreundeten Bildhauer, dem Artillerieoberleutnant Urban Thiersch, der als Verbindungsmann Stauffenbergs zu Oberst Hansen kam, an der unentrinnbar hoffnungslosen militärischen Lage könne der Umsturz nichts ändern, aber es könne noch viel Blutvergießen verhindert und die Schmach der gegenwärtigen Regierung beseitigt werden.“

Eberhard Zeller erwähnt Urban Thiersch unter den Namen der „andere[n] junge[n] Beteiligte[n] [des 20. Juli 1944], die um und mit Haeften und mit Stauffenberg zu nennen sind“. Er geht jedoch auf Thierschs Stellung oder Funktion nicht näher ein. Nach Angaben von Urban Thierschs Adoptivsohn, Paul Thiersch, soll sein Vater in den letzten Tagen vor dem Attentat Stauffenberg als persönlicher Adjutant gedient haben. Rudolf Fahrner gibt in seinen Erinnerungen 1903 – 1945 an, dass Urban Thiersch Oberst Hansen als Ordonnanzoffizier zugeteilt wurde. Diese Quelle, zusammen mit den bereits oben aufgeführten, lässt zumindest darauf schließen, dass Thiersch dank seiner persönlichen und recht engen Kontakte zu zentralen Akteuren des Attentats (wie nachgewiesenermaßen zu Stauffenberg) tiefe Einblicke und profunde Kenntnisse über die Attentatspläne besaß.

Im Gegensatz zu den Hauptakteuren der Verschwörung konnte Thiersch, wegen seiner relativ unbekannten Verwicklung, nach dem Scheitern des Attentats der Verfolgung und Hinrichtung entgehen. Da Eberhard Zeller angibt, dass Thiersch „von 1937 bis 1945 Dienstpflicht und Kriegsdienst“ geleistet habe, lässt darauf schließen, dass es ihm erfolgreich gelungen sein muss, sich jeden Verdachtes zu entziehen. Rudolf Fahrner beschreibt in seinem Mein Leben mit Offa die genauen Umstände der erfolgreichen Flucht Thierschs vor der Gestapobehörde: 

„Urbans geplantes Wirken war nicht zum Zuge gekommen da Hansen am 20. Juli abwesend war. Der war indessen verhaftet und ein neuer SS Chef hatte die Abwehr übernommen. Da beantragte Urban seine Rückversetzung nach seinem Standort und der neue Leiter hatte achtlos zugestimmt. Urbans Regimentsadjutant in Regensburg hatte das Telegramm zu seiner Versetzung nach Berlin vernichtet und ihm den einzig noch erlaubten ‘Jagdurlaub’ für acht Tage zugeteilt.“

 Seinen „Jagdurlaub“ nutzte Urban Thiersch dazu, sich zu seinem Freund Rudolf Fahrner und seiner Schwester Gemma Wolters-Thiersch zum „Haus am See“ in Überlingen durchzuschlagen. Am 15. oder 16. September 1945 sollte Alexander Graf Schenk von Stauffenberg, der einzig Überlebende der drei Stauffenberg-Brüder, ebenfalls am Bodensee ankommen und Mitglied der Überlinger „Haus am See“-Gemeinschaft werden.

### Nach dem Zweiten Weltkrieg
Von 1948 bis 1951 studierte Urban Thiersch als Meisterschüler bei Joseph Wackerle an der Akademie der Bildenden Künste in München. 1950 erhielt er das Französische Staatsstipendium und verbrachte einen Studienaufenthalt in Paris und Südfrankreich. Thiersch hatte aber bereits seit 1934 verschiedene Studienreisen nach Spanien, Kleinasien, Griechenland, Italien, Sizilien und Holland unternommen.
Seit 1948 war Thiersch an der Gründung und Leitung handwerklicher Werkstattgruppen auf der Nordseeinsel Juist beteiligt, wobei sich seine Mitarbeit besonders auf die Bereiche Weberei und Töpferei bezog. Urban Thierschs Bruder Stefan hatte sich maßgeblich für den Bau und die Fertigstellung des Weberhofes Juist im Jahre 1934 eingesetzt. Zu den treibenden Kräften, die sich in der schwierigen Situation nach Kriegsende für die Erhaltung und Fortführung des Weberhofes engagierten gehörten neben den Brüdern Stefan und Urban Thiersch auch ihre Schwester Gemma Wolters-Thiersch, Rudolf Fahrner und Nanna Cremer, die den Weberhof initiiert hatte.
1955 richtete sich Urban Thiersch sein eigenes Atelier in Nymphenburg und 1965 in der Schönau bei Berchtesgaden ein.
Zuletzt lebte er in Oberschönau, am Königssee und auf Juist. Dass Urban Thiersch seine letzten Lebensjahre hauptsächlich in der Nähe von Berchtesgaden verbrachte, wurde von seiner Nichte Ulla Thiersch von Keiser bestätigt. Paul Thiersch präzisierte diese Angabe, indem er ausführte, dass sein Vater etwa drei Monate des Jahres mit der oben erwähnten Leitung der Werkstattgruppen auf Juist verbracht und die restliche Zeit des Jahres freier Atelierarbeit an seinem Hauptwohnsitz am Königssee gewidmet habe.
Urban Thiersch starb am 8. September 1984.

### Lebenswerk
Über den Umfang und die Bandbreite des Lebenswerks Urban Thierschs ist nach dem derzeitigen Forschungsstand wenig bekannt. Will man einen repräsentativen Überblick über Thierschs Gesamtwerk gewinnen bzw. bieten, erweisen sich auch in diesem Punkt weitere Nachforschungen als unumgänglich. Die bereits erwähnte Veröffentlichung der Stefan-George-Stiftung mit dem Titel „Urban Thiersch. 28 Skulpturen.“, die eine Auswahl von Skulpturen aus den Jahren 1944 bis 1972 wiedergibt, vermittelt zumindest den Eindruck, dass die Bandbreite von Thierschs Œuvre sowohl Porträtbüsten und figürliche Plastiken, die v. a. in Bronze, Holz oder Ton gearbeitet wurden, als auch plastische Tierdarstellungen umfasste.
Im Juli 2004 wurde im Alten Schloss in Stuttgart eine Gedenkstätte für die Brüder Stauffenberg eingerichtet, in der neben Gedenktafeln auch eine Bronze-Figurengruppe der drei Brüder von Urban Thiersch aufgestellt wurde.
Im Archivbau des Alten Schlosses entsteht eine Ausstellung / Gedenkstätte zu den Brüdern Stauffenberg, die 2006 fertiggestellt sein soll. Träger der Konzeption der Ausstellung ist das Haus der Geschichte Baden-Württemberg.